# Xã Springfield, Quận Towner, Bắc Dakota
Xã Springfield (tiếng Anh: Springfield Township) là một xã thuộc quận Towner, tiểu bang Bắc Dakota, Hoa Kỳ. Năm 2010, dân số của xã này là 14 người.